# División de Honor 2002-2003 (calcio a 5)
La División de Honor 2002-2003 è stata la 14ª edizione del massimo torneo di calcio a 5 spagnolo. Organizzata dalla Liga Nacional de Fútbol Sala, la stagione regolare è iniziata il 14 settembre 2002 e si è conclusa il 3 maggio 2003, prolungandosi fino al 29 giugno con la disputa dei play-off.

## Stagione regolare

### Classifica
|  | Pos. | Squadra             | Pt | G  | V  | N | P  | GF  | GS  | DR  |
|  | ---- | ------------------- | -- | -- | -- | - | -- | --- | --- | --- |
|  | 1.   | Interviú            | 65 | 30 | 20 | 5 | 5  | 163 | 88  | +75 |
|  | 2.   | ElPozo Murcia       | 65 | 30 | 19 | 8 | 3  | 171 | 106 | +65 |
|  | 3.   | Martorell           | 54 | 30 | 17 | 3 | 10 | 119 | 106 | +13 |
|  | 4.   | Playas de Castellón | 52 | 30 | 16 | 4 | 10 | 144 | 117 | +27 |
|  | 5.   | S10 Saragozza       | 50 | 30 | 15 | 5 | 10 | 136 | 123 | +13 |
|  | 6.   | Atlético Boadilla   | 47 | 30 | 15 | 2 | 13 | 137 | 113 | +24 |
|  | 7.   | Segovia             | 46 | 30 | 13 | 7 | 10 | 106 | 97  | +9  |
|  | 8.   | Valencia            | 46 | 30 | 13 | 7 | 10 | 101 | 98  | +3  |
|  | 9.   | Móstoles            | 46 | 30 | 14 | 4 | 12 | 120 | 119 | +1  |
|  | 10.  | Xota                | 46 | 30 | 13 | 7 | 10 | 138 | 114 | +24 |
|  | 11.  | Prone Lugo          | 34 | 30 | 11 | 1 | 18 | 92  | 140 | -48 |
|  | 12.  | Santa Coloma        | 31 | 30 | 8  | 7 | 15 | 114 | 135 | -21 |
|  | 13.  | Carnicer Torrejón   | 31 | 30 | 8  | 7 | 15 | 121 | 144 | -23 |
|  | 14.  | Cartagena           | 30 | 30 | 7  | 9 | 14 | 107 | 137 | -30 |
|  | 15.  | Barcellona          | 29 | 30 | 8  | 5 | 17 | 103 | 139 | -36 |
|  | 16.  | O Parrulo           | 6  | 30 | 1  | 3 | 26 | 53  | 150 | -97 |

### Verdetti
- Interviú campione di Spagna 2002-03 e qualificata alla Coppa UEFA 2003-2004.
- O Parrulo e Barcellona retrocessi in División de Plata 2003-04.

## Play-off
I play-off valevoli per il titolo nazionale si sono svolti tra il 10 maggio e il 29 giugno 2003. Il regolamento prevede che i quarti di finale si giochino al meglio delle tre gare mentre le semifinali e la finale al meglio delle cinque.

### Tabellone
|  | Quarti di finale | Quarti di finale    | Quarti di finale    | Quarti di finale | Quarti di finale |   |   | Semifinali    | Semifinali        | Semifinali | Semifinali | Semifinali | Semifinali | Semifinali |  |  | Finale | Finale   | Finale | Finale | Finale | Finale | Finale |
|  |                  |                     |                     |                  |                  |   |   |               |                   |            |            |            |            |            |  |  |        |          |        |        |        |        |        |
|  | 8                | Valencia            | 5                   | 2                | –                |   |   |               |                   |            |            |            |            |            |  |  |        |          |        |        |        |        |        |
|  | 1                | Interviú            | 6                   | 10               | –                |   |   |               |                   |            |            |            |            |            |  |  |        |          |        |        |        |        |        |
|  | 1                | Interviú            | 6                   | 10               | –                |   | 1 | Interviú      | 7                 | 7          | 9          | –          | –          |            |  |  |        |          |        |        |        |        |        |
|  |                  |                     |                     |                  |                  |   | 1 | Interviú      | 7                 | 7          | 9          | –          | –          |            |  |  |        |          |        |        |        |        |        |
|  |                  | 4                   | Playas de Castellón | 3                | 3                | 2 | – | –             |                   |            |            |            |            |            |  |  |        |          |        |        |        |        |        |
|  | 5                | 4                   | Playas de Castellón | 3                | 3                | 2 | – | –             | S10 Saragozza     | 4          | 2          | 1          |            |            |  |  |        |          |        |        |        |        |        |
|  | 5                |                     |                     |                  |                  |   |   |               | S10 Saragozza     | 4          | 2          | 1          |            |            |  |  |        |          |        |        |        |        |        |
|  | 4                | Playas de Castellón | 2                   | 4                | 7                |   |   |               |                   |            |            |            |            |            |  |  |        |          |        |        |        |        |        |
|  |                  |                     |                     |                  |                  |   |   |               |                   |            |            |            |            |            |  |  | 1      | Interviú | 3      | 4      | 6      | 2      | 3      |
|  |                  |                     | 2                   | ElPozo Murcia    | 4                | 2 | 2 | 3             | 2                 |            |            |            |            |            |  |  |        |          |        |        |        |        |        |
|  | 7                | Segovia             | 2                   | 7                | 5                |   |   |               |                   |            |            |            |            |            |  |  |        |          |        |        |        |        |        |
|  | 2                | ElPozo Murcia       | 5                   | 6                | 6                |   |   |               |                   |            |            |            |            |            |  |  |        |          |        |        |        |        |        |
|  | 2                | ElPozo Murcia       | 5                   | 6                | 6                |   | 2 | ElPozo Murcia | 3                 | 3          | 4          | 4          | 4          |            |  |  |        |          |        |        |        |        |        |
|  |                  |                     |                     |                  |                  |   | 2 | ElPozo Murcia | 3                 | 3          | 4          | 4          | 4          |            |  |  |        |          |        |        |        |        |        |
|  |                  | 3                   | Martorell           | 2                | 4                | 3 | 7 | 2             |                   |            |            |            |            |            |  |  |        |          |        |        |        |        |        |
|  | 6                | 3                   | Martorell           | 2                | 4                | 3 | 7 | 2             | Atlético Boadilla | 3          | 1          | 2          |            |            |  |  |        |          |        |        |        |        |        |
|  | 6                |                     |                     |                  |                  |   |   |               | Atlético Boadilla | 3          | 1          | 2          |            |            |  |  |        |          |        |        |        |        |        |
|  | 3                | Martorell           | 0                   | 2                | 4                |   |   |               |                   |            |            |            |            |            |  |  |        |          |        |        |        |        |        |

### Quarti di finale

#### Gara 1
| 10 maggio 2003, ore 16:00 CEST | Segovia | 2 – 5 | ElPozo Murcia |  |

| 10 maggio 2003, ore 18:30 CEST | Valencia | 5 – 6 | Interviú |  |

| 10 maggio 2003, ore 18:30 CEST | S10 Saragozza | 4 – 2 | Playas de Castellón |  |

| 10 maggio 2003, ore 18:30 CEST | Atlético Boadilla | 3 – 0 | Martorell |  |

#### Gara 2
| 16 maggio 2003, ore 20:45 CEST | Playas de Castellón | 4 – 2 | S10 Saragozza |  |

| Murcia 17 maggio 2003, ore 16:30 CEST | ElPozo Murcia | 6 – 7 (d.t.s.) | Segovia | Palacio de Deportes |

| Torrejón de Ardoz 17 maggio 2003, ore 18:30 CEST | Interviú | 10 – 2 | Valencia | Pabellón Parque Corredor |

| 17 maggio 2003, ore 18:30 CEST | Martorell | 2 – 1 | Atlético Boadilla |  |

#### Gara 3
| Murcia 18 maggio 2003, ore --:-- CEST                                                                             | ElPozo Murcia | 6 – 5 (d.t.s.) (?-?, 5-5) referto     | Segovia | Palacio de Deportes |
| Boned ?’ Lenísio ?’ , ?’ , ?’ Paulo Roberto ?’ Edésio ?’ ( gg ) Marcatori ?’ , ?’ Zanetti ?’ Adeva ?’ , ?’ Cobeta |               |                                       |         |                     |
| |               |                                       |         |                     |
| Boned ?’ Lenísio ?’, ?’, ?’ Paulo Roberto ?’ Edésio ?’ (gg)                                                       | Marcatori     | ?’, ?’ Zanetti ?’ Adeva ?’, ?’ Cobeta |         |                     |

| Castellón de la Plana 19 maggio 2003, ore --:-- CEST | Playas de Castellón | 7 – 1 (3-1) | S10 Saragozza | Pabellón Ciutat de Castelló |

| Martorell 20 maggio 2003, ore --:-- CEST                                         | Martorell | 4 – 2 (0-0) referto     | Atlético Boadilla | Pabellón Municipal |
| Gay 31’ Jo. Sánchez 35’ Redondo 38’ Blanco 39’ Marcatori 23’ Cogorro 33’ Lorente |           |                         |                   |                    |
|                                                                                  |           |                         |                   |                    |
| Gay 31’ Jo. Sánchez 35’ Redondo 38’ Blanco 39’                                   | Marcatori | 23’ Cogorro 33’ Lorente |                   |                    |

### Semifinali

#### Gara 1
| Arbitri: | Roberto Gracia Gutiérrez Lumbreras |

|                          |           |                            |
| Lenísio 6’, 38’ Balo 21’ | Marcatori | 14’ Jo. Sánchez 40’ Sorato |

| Torrejón de Ardoz 25 maggio 2003, ore 18:00 CEST | Interviú | 7 – 3 | Playas de Castellón | Pabellón Parque Corredor |

#### Gara 2
| Castellón de la Plana 31 maggio 2003, ore 16:00 CEST | Playas de Castellón | 3 – 7 | Interviú | Pabellón Ciutat de Castelló |

| Arbitri: | Francisco Javier Esteban Lope Díaz |

|                                         |           |                                      |
| Redondo 10’, 35’ Salgado 15’ Sorato 39’ | Marcatori | 17’ Paulo Roberto 27’ Balo 32’ Boned |

#### Gara 3
| Arbitri: | Ramón José Blanco Blázquez Sierra |

|                           |           |                                                                                           |
| Ja. Sánchez 8’ Alemão 17’ | Marcatori | 1’, 35’ Orol 11’, 40’ J. Linares 17’, 31’ Limones 24’ Marquinho 26’ A. Linares 32’ Daniel |

| Arbitri: | Álvaro Palacios Rodríguez García |

|                                 |           |                                                      |
| De Martini 17’ ? ?’ Redondo 40’ | Marcatori | 13’ Lenísio 34’, 39’ Paulo Roberto 41’ (gg) Serrejón |

#### Gara 4
| Arbitri: | Pedro Angel Galán Martínez Segovia |

|                                              |           |                                                              |
| Lenísio 10’ Paulo Roberto 28’, 29’ Boned 35’ | Marcatori | 5’ Blanco 7’ Salgado 16’ PC 21’, 39’ Sorato 23’, 36’ Serrano |

#### Gara 5
| Murcia 8 giugno 2003, ore --:-- CEST                                       | ElPozo Murcia | 4 – 2 (1-2) referto  | Martorell | Palacio de Deportes |
| Paulo Roberto 10’ , 36’ Pérez 36’ Boned 37’ Marcatori 3’ Sorato 6’ Salgado |               |                      |           |                     |
|                                                                            |               |                      |           |                     |
| Paulo Roberto 10’, 36’ Pérez 36’ Boned 37’                                 | Marcatori     | 3’ Sorato 6’ Salgado |           |                     |

### Finale

#### Gara 1
| Arbitri: | Ramón José Blanco Blázquez Sierra |

|                                          |           |                                               |
| Marquinho 12’ Limones 29’ A. Linares 39’ | Marcatori | 17’ Edésio 24’, 36’ Lenísio 31’ Paulo Roberto |

#### Gara 2
| Arbitri: | Álvaro Palacios Juan José Beteta |

|                            |           |                                       |
| Lenísio 14’ P. Sánchez 16’ | Marcatori | 7’, 8’ J. Linares 33’ Daniel 35’ Orol |

#### Gara 3
| Arbitri: | García Morón José Ignacio Peña |

|                        |           |                                                                                 |
| Lenísio 11’ Edésio 16’ | Marcatori | 24’ Schumacher 33’ J. Linares 34’ Marín 36’ A. Linares 38’ Marquinho 39’ Daniel |

#### Gara 4
| Arbitri: | Felipe Madorrán Gereta Ramírez |

|                                  |           |                                       |
| A. Linares 14’ Daniel 17’ (t.l.) | Marcatori | 10’ Edésio 12’ (t.l.), 44’ (gg) Boned |

#### Gara 5
| Arbitri: | García Serrano Francisco Miguel Peña |

|                                         |           |                 |
| Daniel 8’ J. Linares 15’ Schumacher 20’ | Marcatori | 6’, 22’ Lenísio |

## Supercoppa di Spagna
La 13ª edizione della competizione ha opposto l'Interviú, vincitore del campionato, al Valencia, detentore della Coppa di Spagna. Il trofeo è stato assegnato tramite una gara unica disputata a Torrejón de Ardoz.
| Arbitri: | Peña Díaz Peña Gómez |

|                                            |           |           |
| Marquinho 2’, 17’, 29’ J. Linares 10’, 21’ | Marcatori | 11’ Vidal |